# Виа феррата

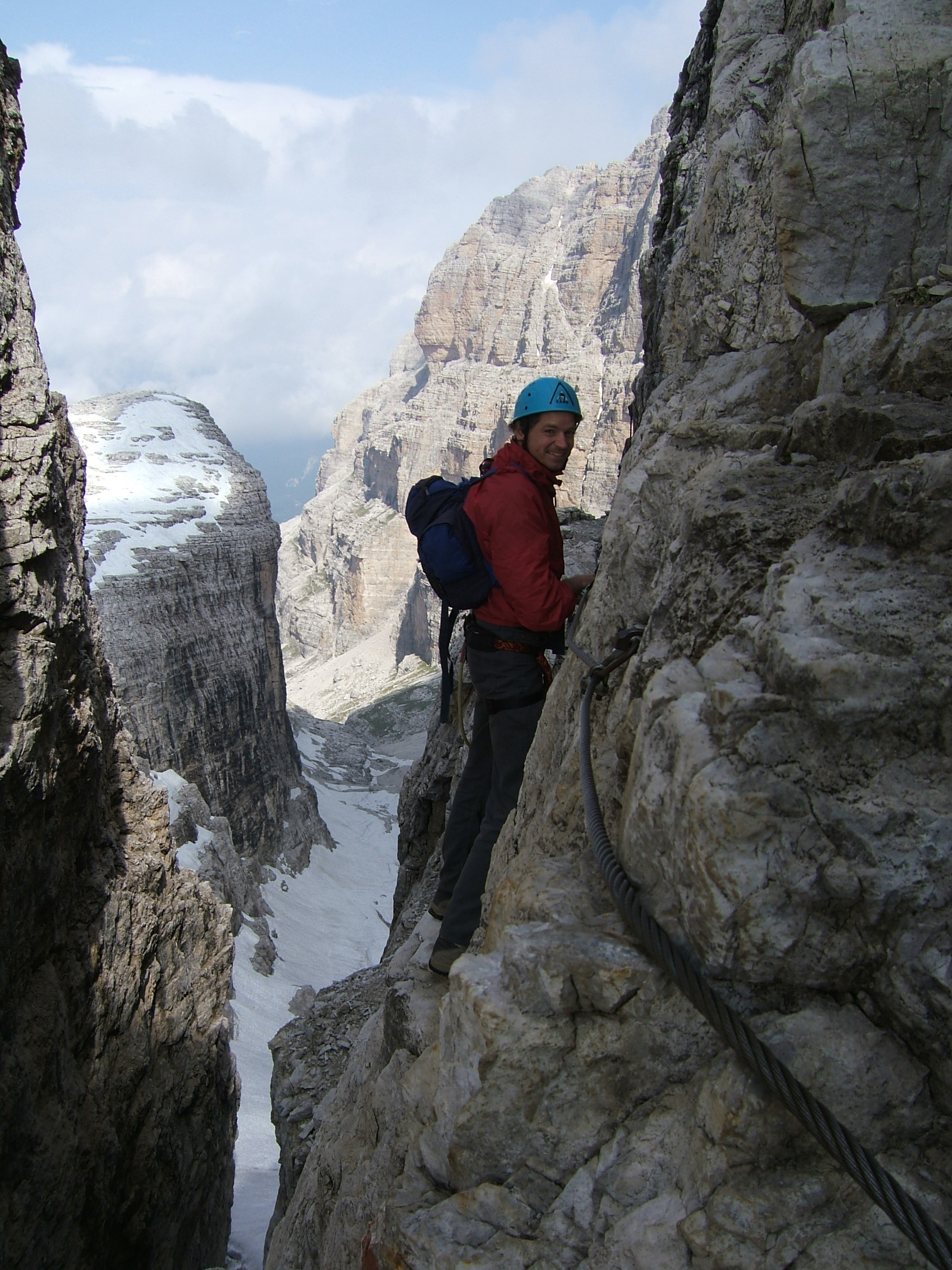
Пример виа ферраты, Dolomiti di Brenta, Италия

Виа феррата (от итал. via ferrata — «железная дорога») — термин, принятый в альпинизме. Обозначает скальный участок, специально оборудованный металлическими конструкциями, помогающими преодолевать его с большей скоростью и меньшими затратами энергии, чем при скалолазании в его обычном понимании. Как правило, этот участок оборудован страховочным канатом или цепью, идущими вдоль этого участка и фиксированными на скале, находящимися на некотором расстоянии друг от друга, стальными анкерами. Упоры для ног — либо естественные (скала), либо стальные скобы, штыри или рифлёные пластины небольшого размера. Участок может быть выполнен и в виде металлических лестниц (как, к примеру, на многих страховочных участках в южнотирольских Доломитах). Виа ферраты так называемого «спортивного типа» могут иметь в своём составе также навесные переправы или висячие мосты, состоящие только из натянутых параллельно канатов. Страховку осуществляют посредством универсальной страховочной системы или беседки и так называемого «комплекта самостраховки для виа феррата» (Via Ferrata Set, Klettersteigset, EAS), состоящего из динамической альпинистской верёвки или стропы, амортизатора рывка и двух специальных «ферратных» карабинов (то есть карабинов типа «К» по классификации UIAA), надеваемых на страховочный канат. Современный комплект самостраховки для виа феррат поступает в продажу в собранном виде, поэтому для приведения его в «рабочее состояние» достаточно подключить его лямкой (также входящей в комплект) к обвязке.
В переводе с итальянского языка via ferrata означает «дорога из железа» (мн. ч. vie ferrate). Во французском языке via ferrata было заимствовано из итальянского.
По-немецки виа феррата называют Klettersteig. В современном спортивном (альпинистском) жаргоне используют 2 названия для «фанатиков» этих участков: ferratist и verticalo, из которых более распространённым является первое.
Основоположницей виа феррат является Австрия, самый первый «ферратный» участок был построен в 1843 году в австрийском горном массиве Дахштайн. Интенсивное строительство виа феррат наблюдается с 1890-х годов, наиболее активны в этом деле французы и швейцарцы.
Длина и сложность виа феррат варьируются в широком диапазоне, от горизонтальных участков длиной в пару сотен метров до участков-рекордсменов с протяжённостью более 2 километров и перепадом высот более 1000 метров. Пользование европейскими виа ферратами — бесплатное; исключение составляют некоторые спортивные виа ферраты, где за посещение взимают небольшую плату, а также иногда предоставляют возможность взять ферратное снаряжение напрокат. Существуют и виа ферраты, условием пребывания на которых является наличие сопровождающего лица (инструктора).
Ежегодно на территории Альп строят примерно 50 новых виа феррат, в 2008 году общее количество виа феррат в Альпах оценивалось примерно в 1000 штук, большинство из которых приходилось на Восточные Альпы. Итальянские Доломиты — известны как настоящее Эльдорадо для «ферратистов», там — обилие сложных, длительных, часто «лестничных» виа феррата. Франция и Швейцария стали строить такие участки в последнее время, поэтому в этих двух странах эти участки технически — самые совершенные.
Самой высотной в мире является виа феррата, расположенная на острове Борнео (гора Кинабалу, 4095 метров). Протяжённость маршрутов — 400 метров и 1200 метров. Высочайшая точка маршрута: 3776 м над уровнем моря, на скале Панар Лабан, а самая низкая точка 3411 метров, продолжительность прохождения трассы составляет 4-5 часов.